# إدغار فورنير
إدغار فورنير (بالإنجليزية: Edgar Fournier)‏ هو سياسي كندي، ولد في 1 يونيو 1908 في كندا، وتوفي في 29 أبريل 1994. حزبياً، نشط في الحزب الكندي التقدمي المحافظ. وقد انتخب عضو الجمعية التشريعية لنيو برونزويك ‏ وانتخب عضو مجلس الشيوخ الكندي وانتخب عضو مجلس العموم الكندي.